# アファ・アノアイ
アファ・アノアイ（Arthur "Afa" Anoa'i, Sr.、1942年11月21日 - 2024年8月16日）は、アメリカ合衆国のプロレスラー。アメリカ領の東サモア諸島出身。
弟のシカ・アノアイとのタッグチーム、ワイルド・サモアンズ（The Wild Samoans）での活動で知られる。日本ではシカと共に「南海の獣人」の異名で呼ばれた。
アノアイ・ファミリーの総帥であり、1980年代の新日本プロレスにワイルド・サモアンのリングネームで度々来日したサムラ・アノアイと、WWEでレガシーのメンバーだったマヌーことアファ・アノアイ・ジュニアの父親。CWCに出場するショーン・マルタは甥。また、ゲーリー・オブライトは義理の息子（オブライトの妻がアファの娘）である。孫はランス・アノアイ。

## 来歴
少年時代に一家でカリフォルニア州サンフランシスコに移住し、17歳でアメリカ海兵隊に入隊。除隊後、遠戚関係にある同じサモア系アメリカ人のピーター・メイビアのトレーニングを受け、1971年にプロレスラーとしてデビュー。
アリゾナをサーキットした後、スチュ・ハートの主宰するカナダ・カルガリーのスタンピード・レスリングにて弟のシカ・アノアイとザ・サモアンズを結成。以降ジ・アイランダーズおよびワイルド・サモアンズの名義で1973年から1984年にかけて、デトロイト、アラバマ、テネシー、ルイジアナ、ジョージア、ニューヨークなど全米の主要テリトリーを転戦し、各地のタッグ王座を再三獲得した。日本には、国際プロレスに3回、新日本プロレスに2回来日している。
シングルでは1980年4月21日、ニューヨークのマディソン・スクエア・ガーデンにおいてボブ・バックランドのWWFヘビー級王座に挑戦。1985年にシカとのフルタイムのチームを解散し、セミリタイア後の1992年から1994年までは、WWFにて息子のサムゥと甥のファトゥのザ・ヘッドシュリンカーズのマネージャーを務め、同じく甥にあたるヨコズナとも共闘した。
引退後はペンシルベニア州アレンタウンにプロレスラー養成所「ワイルド・サモアン・トレーニング・センター」を開設。ビリー・キッドマン、ジーン・スニツキー、バティスタ、甥のエディ・ファトゥ（ウマガ）、マット・アノアイ（ロージー）、ジョー・アノアイ（ロマン・レインズ）などを輩出した。また、1996年よりインディー団体のWXW（World Xtreme Wrestling）を主宰していた。
2007年にはシカと共にWWE殿堂に迎えられ、サムゥとロージーが彼らのインダクターを務めた。
2024年8月16日、息子のサムゥによって訃報が発表された。81歳没。約2ヶ月前の6月25日には弟のシカが死去したばかりだった。

## 得意技
- サモアン・ドロップ（Samoan Drop）
- ヘッドバット
- バックハンド・チョップ
- クロー・ホールド

## 獲得タイトル
スタンピード・レスリング
- インターナショナル・タッグ王座（カルガリー版）：2回（w / シカ・アノアイ）[15]

NWAデトロイト
- NWA世界タッグ王座（デトロイト版）：2回（w / シカ・アノアイ）[16]

NWAオールスター・レスリング
- NWAカナディアン・タッグ王座（バンクーバー版）：1回（w / シカ・アノアイ）[17]

ガルフ・コースト・チャンピオンシップ・レスリング
- NWAガルフ・コースト・タッグ王座：2回（w / シカ・アノアイ）[18]

ジョージア・チャンピオンシップ・レスリング
- NWAナショナル・タッグ王座：1回（w / シカ・アノアイ）[19]

インターナショナル・レスリング・エンタープライズ
- IWA世界タッグ王座：1回（w / シカ・アノアイ）[20]

ミッドサウス・レスリング・アソシエーション
- ミッドサウス・タッグ王座：3回（w / シカ・アノアイ）[21]

ワールド・レスリング・フェデレーション / ワールド・レスリング・エンターテインメント
- WWFタッグ王座：3回（w / シカ・アノアイ）[22]
- WWE殿堂：2007年度（w / シカ・アノアイ）[3]